# Abiramam
Abiramam é uma panchayat (vila) no distrito de Ramanathapuram, no estado indiano de Tamil Nadu.

## Geografia
Abiramam está localizada a 9° 28′ N, 78° 27′ L. Tem uma altitude média de 41 metros (134 pés).

## Demografia
Segundo o censo de 2001,  Abiramam  tinha uma população de 6636 habitantes. Os indivíduos do sexo masculino constituem 49% da população e os do sexo feminino 51%. Abiramam tem uma taxa de literacia de 78%, superior à média nacional de 59.5%; com 53% para o sexo masculino e 47% para o sexo feminino. 10% da população está abaixo dos 6 anos de idade.